# Tranca
Una tranca es un implemento defensivo que se utiliza para asegurar una puerta o portón en un edificio medieval o moderno temprano, como un castillo,   aunque también se utilizaba en iglesias y casas adosadas.
Cuando se extiende a lo largo de toda la puerta, evita que se abra la puerta o el portón. Para abrir la puerta o el portón, la tranca se empujaba hacia una ranura para tranca que se encontraba en la pared. Estos huecos para tranca han sobrevivido en las ruinas y edificios conservados de esa época.   
El uso de pólvora y la posibilidad de volar la puerta han dejado el uso de trancas obsoletos.

## Galería

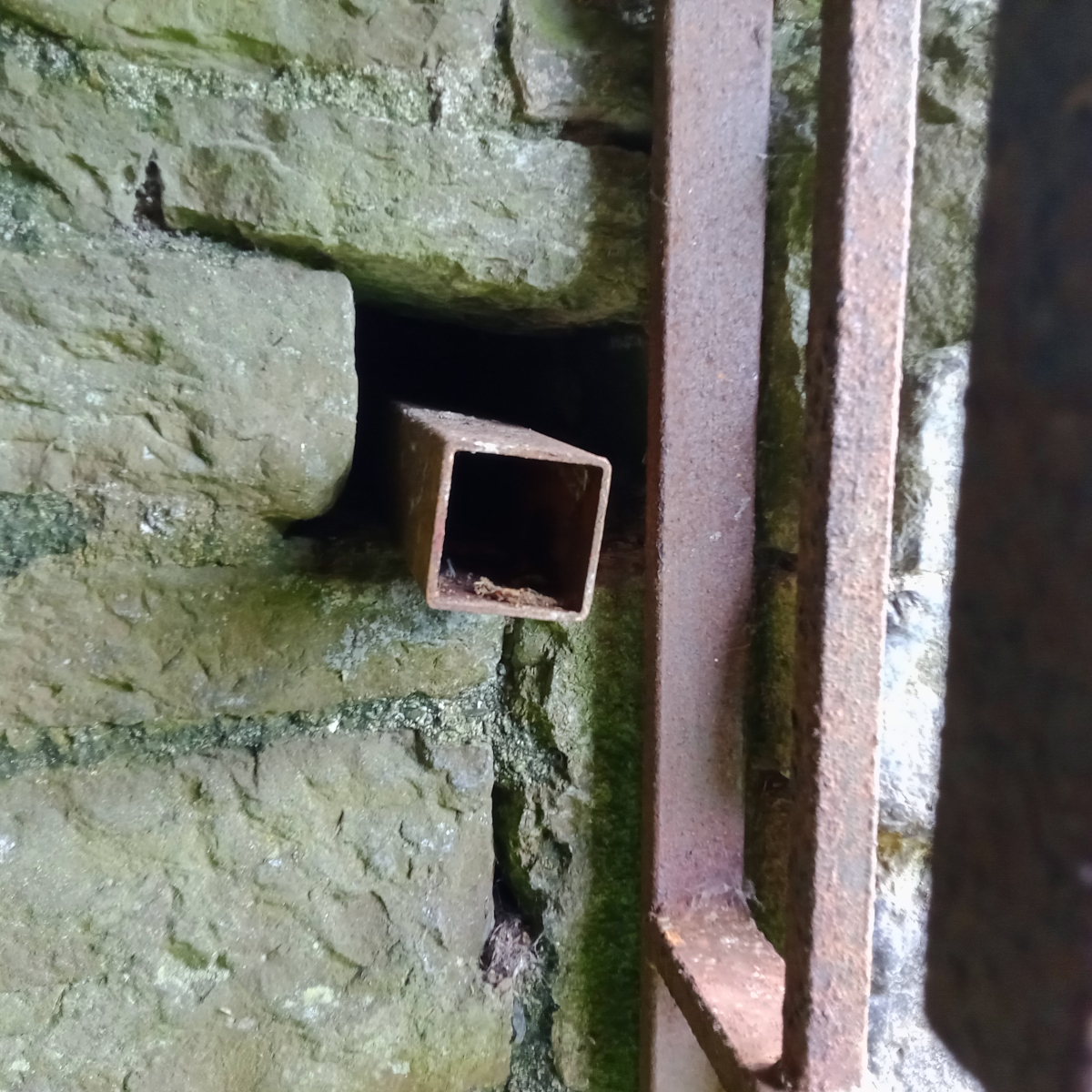
Tranca moderna en un hueco para trancas del castillo de Cantwell
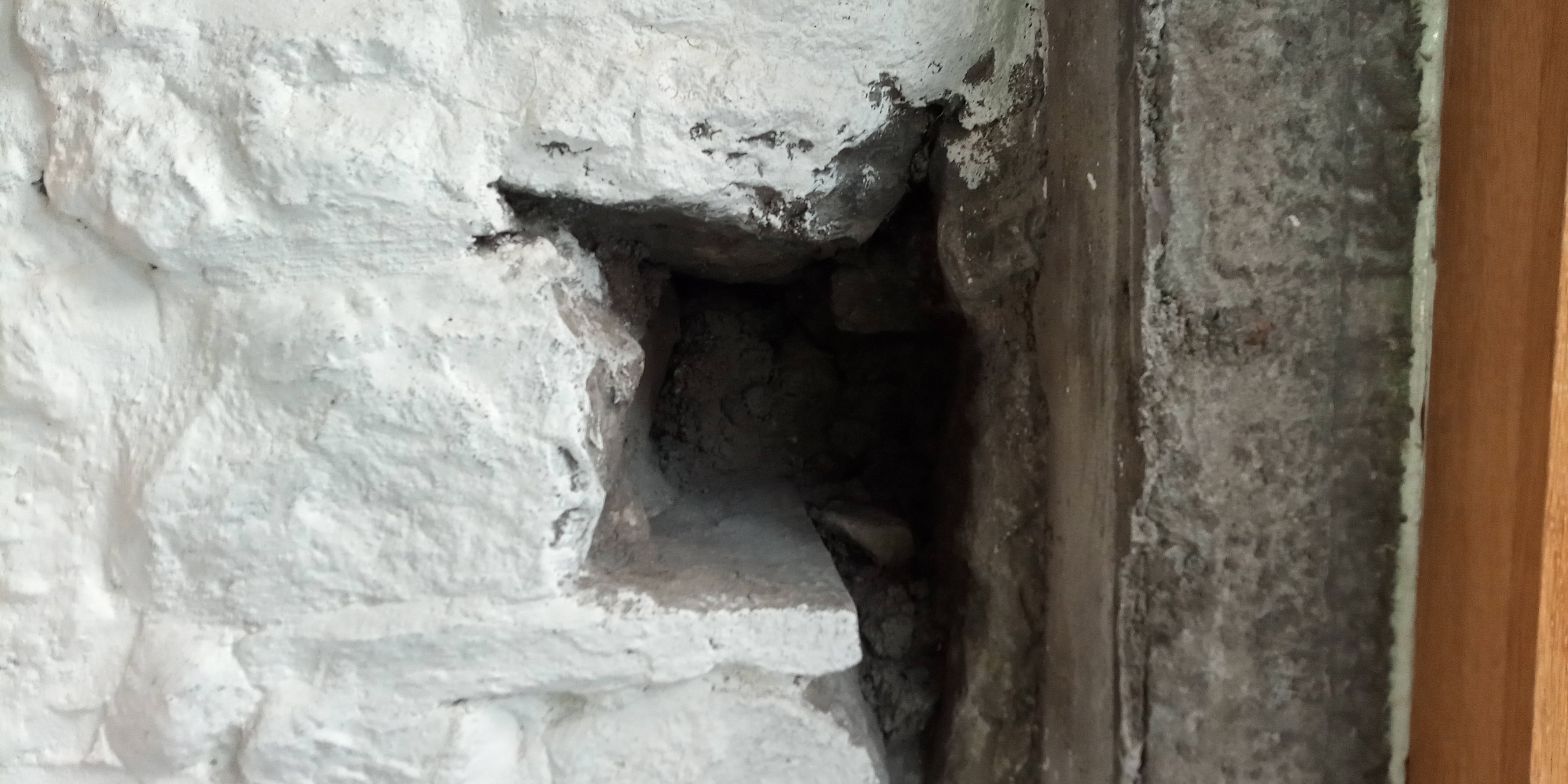
Hueco de la tranca en la Rothe House, una casa moderna temprana en Kilkenny, Irlanda
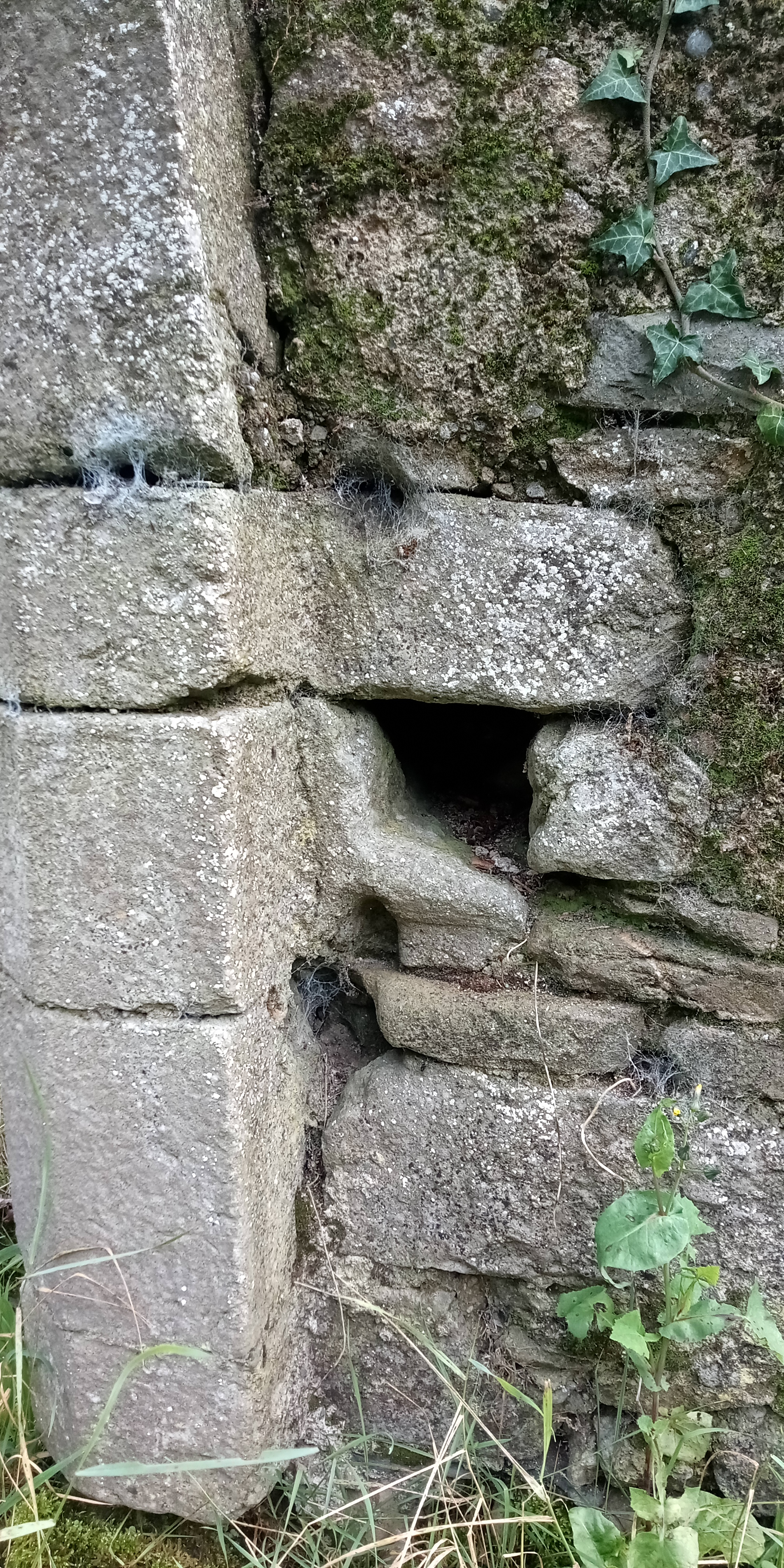
Grupo de al menos 3 huecos de tranca en las ruinas de la iglesia de Churchclara Church, en Kilkenny, Irlanda.